# Raffaele Marciello
Raffaele "Lello" Marciello (Zurique, 17 de dezembro de 1994) é um automobilista italiano nascido na Suíça. Atualmente é membro da Academia de Jovens Pilotos da Ferrari.
Depois de competir em provas de kart, profissionalizou-se em 2010 para disputar a Fórmula Abarth. Competiu ainda na Fórmula 3 europeia, Fórmula 3 Euro Series, Toyota Racing Series e Fórmula 3 italiana, onde foi campeão em 2013, representando a equipe Prema Powerteam.
Em janeiro de 2014, a Academia de Jovens Pilotos da Ferrari confirmou que Marciello disputaria a GP2 Series, mas não definiu por qual equipe iria competir. O italiano foi contratado pela Racing Engineering para disputar a temporada da GP2, onde venceu a Feature race de Spa-Francorchamps. Conquistou, ainda, 4 pódios, uma pole-position e uma volta mais rápida. Marciello terminou o campeonato em oitavo lugar, com 74 pontos ganhos. Em outubro de 2013, participou dos testes da categoria no Circuit de Catalunya.